# Shahrak-e Barreh Mordeh
Shahrak-e Barreh Mordeh (persiska: شهرك برّه مرده) är en ort i Iran.   Den ligger i provinsen Chahar Mahal och Bakhtiari, i den centrala delen av landet, 400 km söder om huvudstaden Teheran. Shahrak-e Barreh Mordeh ligger 2 318 meter över havet och antalet invånare är 200.
Terrängen runt Shahrak-e Barreh Mordeh är kuperad åt sydost, men åt nordväst är den bergig. Runt Shahrak-e Barreh Mordeh är det ganska glesbefolkat, med 29 invånare per kvadratkilometer. Närmaste större samhälle är Dūrak Qanbarī, 15,8 km sydväst om Shahrak-e Barreh Mordeh. Trakten runt Shahrak-e Barreh Mordeh består i huvudsak av gräsmarker.